# Bojan Botevo
Bojan Botevo (bulgariska: Боян Ботево) är ett distrikt i Bulgarien.   Det ligger i kommunen Obsjtina Mineralni Bani och regionen Chaskovo, i den centrala delen av landet, 190 km sydost om huvudstaden Sofia.
Trakten runt Bojan Botevo består till största delen av jordbruksmark. Runt Bojan Botevo är det ganska glesbefolkat, med 31 invånare per kvadratkilometer.